# Fucus
Fucus è un genere di alghe brune largamente distribuite in tutte le acque fredde, comuni lungo le coste marine. 
I fucus appartengono alle Phaeophyta e sono caratterizzati dal pigmento bruno, la fucoxantina, che nasconde la clorofilla.
Ha il tallo ad organizzazione parenchimatosa complessa. Se ne contano oltre novecento specie, delle quali solo tre non sono marine.

## Caratteristiche
Caratteristica di questo genere è un ciclo monogenetico diplonte, con uno sporofito molto sviluppato, in ciò differiscono dalla grande maggioranza delle Phaeophytae, che presentano invece un'evidente alternanza di generazione.
Lo sporofito è macroscopico, di forma fogliacea, con tallo parenchimatico dicotomicamente ramificato, talvolta ancorato al substrato per mezzo di un appressorio (disco). Sulla superficie del tallo sono presenti dei concettacoli (scafidi) in cui avviene la meiosi.
La riproduzione sessuale è oogama, ovvero con gameti morfologicamente e funzionalmente distinti.
I concettacoli maschili sono caratterizzati al loro interno da brevi filamenti che all'apice portano cisti uniloculari oblunghe; la cellula madre subisce meiosi e forma 4 cellule aplodi (tetrade) che subiscono mitosi 4 volte per dare 64 spermatozoidi flagellati provvisti di proboscis. I concettacoli femminili invece presentano cisti sferiche portate da brevi peduncoli, la cellula madre si divide mitoticamente in una cellula basale sterile e in una fertile, quest'ultima subisce meiosi per dare 4 cellule aploidi che infine subiscono mitosi producendo 8 oosfere. Le oosfere sono racchiuse in un involucro detto esochiton, il quale lacerandosi le mette in libertà. Dalla fecondazione trae origine lo zigote che in seguito allo sviluppo porta alla formazione di un nuovo sporofito.
Il ciclo biologico di Fucus è diplonte con meiosi gametica e si può riassumere come segue:
Sporofito (2n) R!-> Spermatozoide maschile (n)/ Oosfera femminile (n) K!-> Zigote (2n) -> ...
R! = Meiosi
K! = Copulazione

## Usi terapeutici

### Medicina alternativa e complementare
Nella specie Vesiculosus il Fucus viene utilizzato in erboristeria (in polvere) per normalizzare la funzione tiroidea in quei soggetti ove essa sia compromessa dalla carenza di iodio. Viene inoltre utilizzato in decotto o in estratti di vario genere, nelle diete, come dimagrante e anticellulite, perché lo iodio in esso contenuto, aiuta la sintesi degli ormoni tiroidei, che stimolando il metabolismo accelerano lo scioglimento dei depositi di grasso. La parte che si utilizza è il tallo, da cui si ricava anche l'estratto secco o la tintura madre.